# Herdecke
Herdecke [ˈhɛʁdəkə] – miasto w Niemczech, w kraju związkowym Nadrenia Północna-Westfalia, w rejencji Arnsberg, w powiecie Ennepe-Ruhr. W 2010 roku liczyło 24 428 mieszkańców.
Z Herdecke pochodzi Lukas Klostermann, niemiecki piłkarz.

## Współpraca
Miejscowość partnerska:
- Blankenburg (Harz), Saksonia-Anhalt